# 戈壁针茅
戈壁针茅（学名：Stipa tianschanica var. gobica）为禾本科针茅属下的一个变种。

## 扩展阅读
- 維基物種上的相關：戈壁针茅